# وایکینگ‌ها: والهالا
وایکینگ‌ها: والهالا (انگلیسی: Vikings: Valhalla) یک مجموعهٔ تلویزیونی در حال پخش در ژانر درام تاریخی است که توسط جب استوارت برای نتفلیکس ساخته شده و دربارهٔ تاریخ وایکینگ‌ها و نبرد استمفورد بریج در سپتامبر ۱۰۶۶ می‌باشد. این سریال حوادث صد سال بعد از مجموعهٔ وایکینگ‌ها را روایت می‌کند و در ۲۵ فوریه ۲۰۲۲ در نتفلیکس به نمایش درآمد. فصل دوم سریال نیز در ۱۲ ژانویه ۲۰۲۳ به نمایش درآمد. فصل سوم و پایانی مجموعه نیز به تعداد ۸ قسمت در ۱۱ ژوئیه ۲۰۲۴ در دسترس قرار گرفت.
این سریال آغازی بر پایان عصر وایکینگ‌ها را روایت می‌کند که با کشتار سنت برایس در سال ۱۰۰۲ شروع شد.

## چکیده
بیش از ۱۰۰ سال پس از وقایع سریال پیشین (یعنی وایکینگ‌ها) می‌گذرد. در کشور انگلستان؛ تنش بین نوادگان وایکینگ‌ها (اسکاندیناوی‌ها و دانمارکی‌های مستقر در آن‌جا) و انگلیسی‌های بومی به نقطه شکست خونین می‌رسد. اسکاندیناوی‌ها نیز با خود بر سر عقاید متضاد مسیحی و بت‌پرستی که در سریال پیشین، چگونگی دو دین شدن مردم‌شان به تصویر کشیده شد، با یک‌دیگر درگیر می‌شوند.
آغاز این مجموعه، قتل‌عام روز سنت برایس را به تصویر می‌کشد و قصد دارد با پایان عصر وایکینگ‌ها، که با نبرد استمفورد بریج در سال ۱۰۶۶ مشخص شد، به پایان برسد.

## بازیگران

### اصلی
- سم کورلت در نقش لیف اریکسون (فرزند اریک سرخ)
- فریدا گوستافسون در نقش فریدیس اریکسدوتیر
- لیو سوتر در نقش هارالد هاردرادا (از نوادگان هارالد زیباموی)
- بردلی فریگارد در نقش شاه کانوت بزرگ
- یوهانس هویکور یوهانسون در نقش اولاف «مقدس» هارالدسون
- کرولاین هندرسون در نقش یارل هاکون
- لورا برلین در نقش ملکه اِمای نورماندی (از نوادگان رولو)
- دیوید اوکس در نقش گادوین